# 索赛拉康帕涅
索赛拉康帕涅（法語：Saussay-la-Campagne，法語發音：[sosɛ la kɑ̃paɲ]）是法国厄尔省的一个市镇，位于该省东南部，属于莱桑德利区。

## 地理
索赛拉康帕涅（49°18'59"N, 1°30'46"E）面积5 平方千米，位于法国诺曼底大区厄尔省，该省份为法国北部内陆省份，北起滨海塞纳省，西接奧恩省和卡爾瓦多斯省，南至厄尔-卢瓦省，东临瓦兹省、瓦兹河谷省和伊夫林省。
与索赛拉康帕涅接壤的市镇（或旧市镇、城区）包括：韦克桑地区弗勒内勒、库德赖、梅尼勒韦尔克利沃、法尔索、韦克桑地区诺容、皮谢。

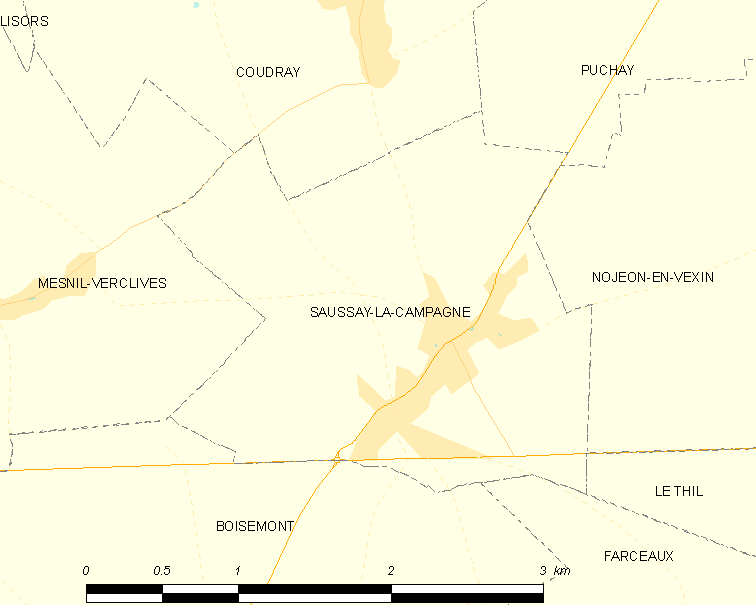
索赛拉康帕涅的OSM定位图

索赛拉康帕涅的时区为UTC+01:00、UTC+02:00（夏令时）。

## 行政
索赛拉康帕涅的邮政编码为27150，INSEE市镇编码为27617。

## 政治
索赛拉康帕涅所属的省级选区为日索尔县。

## 人口

1962-2008年间索赛拉康帕涅人口变化图示

索赛拉康帕涅于2022年1月1日时的人口数量为532人。